# Friedrichsplatz (Cassel)
Ne doit pas être confondu avec Friedrichsplatz (Karlsruhe), Friedrichsplatz (Krefeld) ou Friedrichsplatz (Mannheim).
La Friedrichsplatz est une importante place de la ville de Cassel (Hesse), en Allemagne. 
D'une dimension de quelque 340 × 112 mètres, la place est l'une des plus grandes places urbaines d'Allemagne. 
Elle a été créée au XVIIIe siècle lors de l'extension planifiée de la ville résidentielle de Cassel et est nommée d’après le landgrave Frédéric II de Hesse-Cassel. 
L'endroit est connu comme étant le centre de la documenta, une exposition quinquennale consacrée à l'art contemporain.